# Palasi (Vinni)
Palasi – wieś w Estonii, w prowincji Virumaa Zachodnia, w gminie Vinni.